# Анатолий Рибаков
Анатолий Рибаков (на руски: Анатолий Наумович Рыбаков) е руски писател, романист. Известен е със своята антисталинистка трилогия „Децата на Арбат“.

## Биография и творчество
Анатолий Рибаков е роден в град Чернигов (дн. Чернихив, Украйна). На 5 ноември 1933 г. е арестуван от НКВД и осъден на 3 години заточение в Сибир за контрареволюционна агитация и пропаганда. След края на заточението, тъй като нямал право да живее в градове с паспортен режим, се скитал из Русия. Работел там, където не се налагало да попълва анкета. От 1941 г. е в армията. Участвал е в боеве на различни фронтове, като се почне от отбраната на Москва и се завърши с щурма на Берлин. Последната му длъжност била началник автослужбата на 4-ти Гвардейски стрелкови корпус, а званието му било инженер-майор. През 1960 г. е напълно реабилитиран.
Награждаван е с ордени „Отечествена война“ I и II степен, „Трудового Красного знамени“, „Дружбы народов“.
През 1948 г. Анатолий Рибаков написва популярната детска книга „Кортик“. През 1950 г. публикува новелата Шофьори (Водители), а през 1979 новелата Тежък пясък за съдбата на еврейско семейство по време на нацистката окупация. Най-популярната му творба е „Децата на Арбат“. Антолий Рибаков умира на 87 години, в резултат на усложнения, възникнали след операция на сърцето. Женен е за Татяна Рибакова. Имат двама сина – Александър и Алексей.

## Творчество
- „Кортик“ (1948, повест)
- „Водачи“ (1950, роман)
- „Екатерина Воронина“ (1955, роман)
- „Бронзова птица“ (1955-56, повест)
- „Безименния войник“ (1970, повест)
- „Изстрел“ (1975, повест)
- „Тежък пясък“ (1979, роман)
- „Децата на Арбат“ (1982, роман)
- „Трийсет и пета и други години“ (1988, роман)
- „Страх“ (1990, роман)
- „Прах и пепел“ (1994, роман)